# Rifargia alania
Rifargia alania är en fjärilsart som beskrevs av William Schaus 1937. Rifargia alania ingår i släktet Rifargia och familjen tandspinnare. Inga underarter finns listade.